# Tomahawk (kruisvluchtwapen)

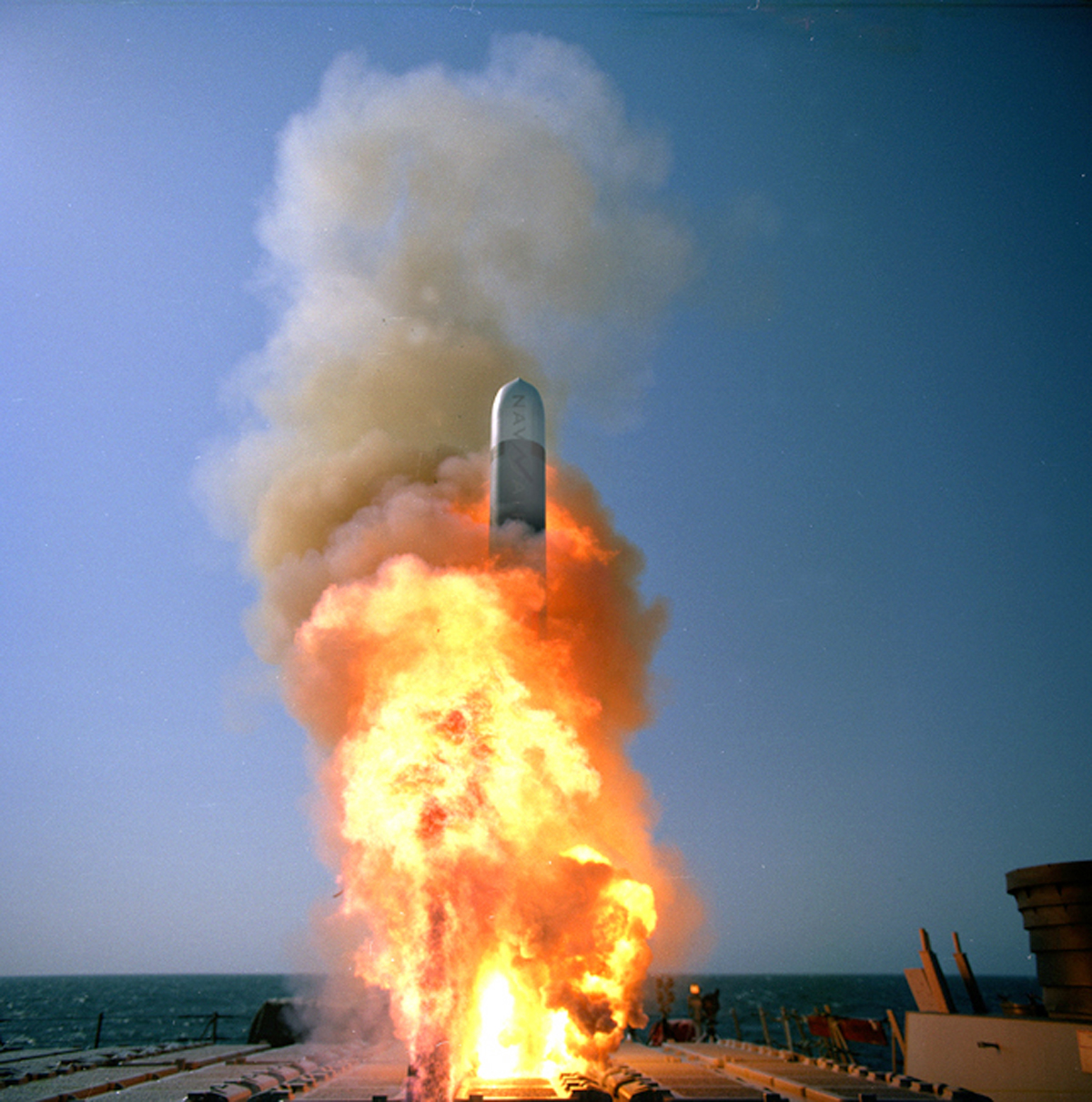
SLCM Tactical Tomahawk

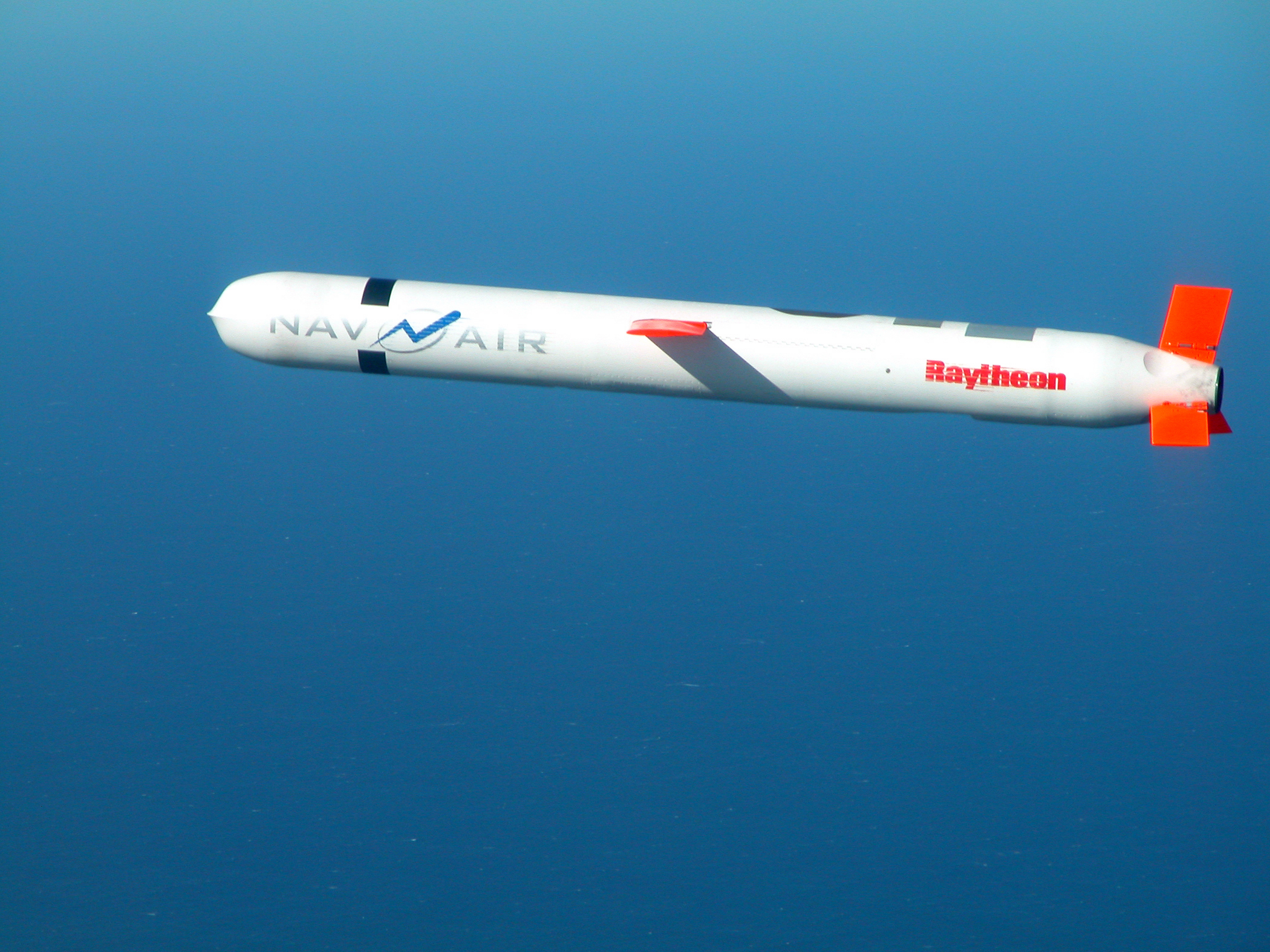
Tomahawk Block IV

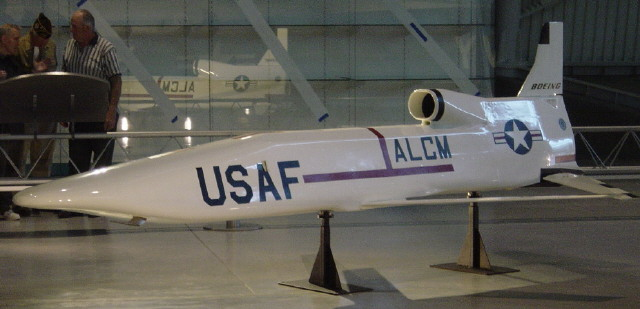
AGM-86 Air Launched Cruise Missile

De Raytheon (General Dynamics) AGM/BGM/RGM/UGM-109 Tomahawk is een Amerikaans type kruisvluchtwapen die in de jaren 1980 in diverse varianten zijn intrede deed. De huidige fabrikant is Raytheon.
De GM-109-types kunnen als volgt worden verdeeld
- Sea Launched Cruise Missile (SLCM), BGM-109A,F en RGM/UGM-109A, E en H voor gebruik vanaf schepen en onderzeeboten
- Ground Launched Cruise Missile (GLCM), BGM-109G voor gebruik vanaf de grond
- Medium Range Air Surface Missile (MRASM), de AGM-109C, H, I, J, K en L voor gebruik vanaf vliegtuigen

## Sea-Launched Cruise Missile: BGM-109A,F,RGM/UGM-109A,E,H
In 1971 onderzocht de Amerikaanse marine de mogelijkheden van een door een onderzeeboot te lanceren strategisch kruisvluchtwapen. Deze moest niet alleen vanuit de grote Polaris (UGM-27)-containers maar ook op normale wijze via de torpedobuizen kunnen worden gelanceerd.
In 1972 werd de methode via de torpedobuizen verkozen en werden de eerste contracten met de industrie gesloten voor het nieuw te ontwikkelen Submarine-Launched Cruise Missile (SLCM).
In 1974 werden twee veelbelovende ontwerpen uitgekozen voor een serie testvluchten en een jaar later werden de aanduidingen ZBGM-109A en ZBGM-110A toegekend aan de respectievelijke ontwerpen van de firma's General Dynamics en Ling-Temco-Vought. Na testvluchten van de YBGM-109A- en YGBM-110A-prototypes in 1976, die ook de onderwaterlancering en de kritieke overgang vanuit het water naar de lucht inhielden werd de BGM-109 als beste verkozen.
Rond die tijd was ook besloten dat de SLCM vanaf oppervlakteschepen gelanceerd moest kunnen worden en daarom werd de afkorting gewijzigd in Sea-Launched Cruise Missile.
Het verdere testprogramma voor de YBGM-109A en zijn Terrain Contour Matching (TERCOM)-geleidingssysteem duurde nog enkele jaren.
De Tomahawk is tegenwoordig een meervoudig bruikbaar precisiegeleid strategisch en tactisch langeafstandskruisvluchtwapen van de Amerikaanse marine. Gelanceerd vanaf onderzeeboten en oppervlakteschepen is hij bruikbaar gebleken in alle conflicten rond de eeuwwisseling en vermoedelijk zal het wapen nog jaren een van de steunpilaren van de Amerikaanse militaire macht vormen.

## Ontwikkeling
In 1977 startte de regering onder president Carter het Joint Cruise Missile Project. In dit programma werd getracht de Amerikaanse luchtmacht, USAF en de USN een kruisvluchtwapen op gemeenschappelijke technologische basis te laten gebruiken. Doch tegelijkertijd was de luchtmacht bezig met de ontwikkeling van zijn eigen AGM-86 Air-Launched Cruise Missile (ALCM).
De gevolgen van het JCMP-project waren
- dat slechts één voortstuwingssysteem - de Williams F107-turbofan van de AGM-86 - en
- slechts één geleidingssysteem - het McDonnell Douglas AN/DPW-23 TERCOM (TERrain COuntour Matching) uit de BGM-109 – verder doorontwikkeld zouden worden
- een praktische selectieproef voor de ALCM-rol tussen de AGM-86B en de AGM-109, een in de lucht lanceerbare ontwikkelingsversie van de YBGM-109A

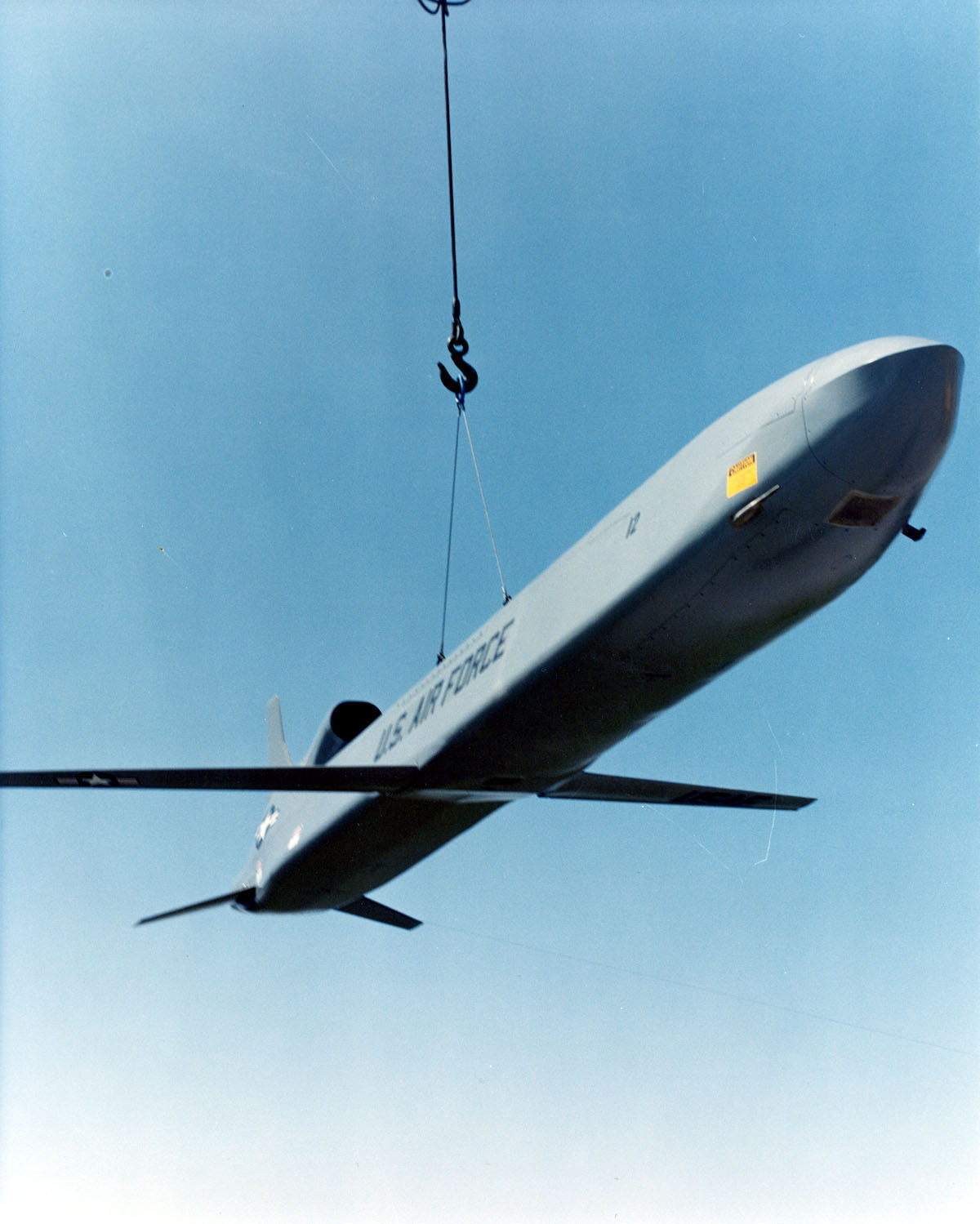
AGM-86B

Na testvluchten in de periode juli 1979 - februari 1980 werd de AGM-86B als favoriet aangemerkt en de ontwikkeling van de AGM-109 ALCM gestaakt.
De ontwikkeling van de BGM-109 SLCM ging verder tijdens de ALCM-evaluaties. In 1980 vond de eerste productie-BGM-109A-Tomahawk-lancering van een oppervlakteschip plaats vanaf USS Merrill (DD-976). Dit werd in hetzelfde jaar nog gevolgd door de lancering van een productielijnkruisvluchtwapen vanaf de onderzeeboot USS Guitarro (SSN-665). De operationele evaluatie volgde in de jaren daarna en de Tomahawk SLCM werd in 1983 operationeel verklaard.
De eerste versies, bekend als Tomahawk Block I, waren strategisch; de Tomahawk Land-Attack Missile - Nuclear BGM-109A's met een waterstofbom als lading en de Tomahawk-antischeepsraket BGM-109B's met een conventionele lading tegen oppervlakteschepen.
In het begin werden de diverse varianten aangeduid door middel van volgletters. Zo waren de BGM-109A-1 en 109B-1 bestemd voor lancering vanaf oppervlakteschepen en BGM-109A-2 en 109B-2 bestemd voor onderzeebootlancering. In 1986 werd dit aangepast met de letters R voor oppervlakte en U voor onderwaterlancering.
| Oude aanduiding | Nieuwe aanduiding |
| --------------- | ----------------- |
| BGM 109A-1      | RGM-109A          |
| BGM 109A-2      | UGM-109A          |
| BGM 109B-1      | RGM-109B          |
| BGM 109B-2      | UGM-109B          |

De RGM-109A wordt vanuit MK 143 box-launchers of, in nieuwe installaties, MK 41 Vertical Launch System-cellen gelanceerd met behulp van een vastebrandstofhulpraket. Na het lanceren uit de launcher worden vier staartvinnen uitgeklapt en twee rechte stabilisatievinnen ontvouwen. Als dit (duur ca. 4 s) gereed is wordt de luchtinlaat voor de Williams F107-WR-400-turbofan-kruisvluchtmotor uitgeklapt, de uitgebrande booster afgestoten en de turbofan gestart waarna de kruisvlucht begint.
De Tomahawk wordt naar zijn doel geleid door het TERCOM Assisted Inertial Navigation System (TAINS) dat een door de firma McDonnell Douglas AN/DPW-23-TERrain COntour Matching (TERCOM)-systeem gebruikt. In dit TERCOM-systeem wordt het hoogtegegeven, dat constant via een radiohoogtemeter wordt verkregen, vergeleken met een voorgeprogrammeerde radarkaart van het gebied recht onder het kruisvluchtwapen. Op deze manier volgt de Tomahawk een vooraf aangegeven vluchtpatroon. Dit patroon kan diverse punten op de route bevatten waarop hoogte en richting worden gewijzigd, bv. om rond hoge heuvels te vliegen zodat hij zo lang mogelijk onontdekt onder de radar vliegt.
De nauwkeurigheid van de TAINS-geleiding ligt rond de 80 m Circular Error Probable vanaf het doel, voldoende voor de W-80-waterstofbom in de RGM-109A met een variabel TNT-equivalent tussen de 5 en 200 kiloton.
De BGM-109B (later RGM/UGM-109B) TASM werd gelijktijdig met de BGM-109A TLAM-N ontwikkeld en was eigenlijk de eerste echte operationele variant. In plaats van TERCOM – compleet onbruikbaar boven water - gebruikt de TASM een radargeleidingssysteem dat gelijk is aan dat van de AGM / RGM / UGM-84 Harpoon-antischeepsraket. Het kruisvluchtwapen wordt in de algemene richting van zijn doel gelanceerd en gaat op een bepaalde afstand van het doel een slingerpatroon vliegen waarbij het door gebruik van zijn passieve radar vijandelijke radargolven ontvangt en via zijn actieve radar een ‘lock’ op zijn doel maakt. Is de ‘lock’ op het doel bevestigd dan vervolgt de RGM / UGM-109B zijn vlucht op zeer lage hoogte (sea-skimming). Hierbij worden korte pop-upbewegingen gemaakt om een betere ‘lock’ te verkrijgen en worden koerswijzigingen gemaakt om het doel uit een onverwachte hoek te raken. 
Het kruisvluchtwapen draagt een conventionele WDU-25/B hoogexplosieve fragmentatiespringkop van 450 kg en treft zijn doel vanaf de zijkant of van boven na een laatste 'pop-up'-beweging.
De BGM-109C, eerder de BGM-109C-1 en -2, maar vanaf 1986 de RGM-109C en UGM-109C Tomahawk Land-Attack Missile - Conventional is een conventioneel gewapend kruisvluchtwapen met dezelfde WDU-25/B-springkop als de 109B TASM voor aanvallen van lange afstand tegen vitale doelen. Deze werd bij de marine operationeel in 1986.
De TLAM-C, ook wel de Tomahawk Block II, gebruikt dezelfde INS/TERCOM als de 109A TLAM-N voor de grove vluchtgeleiding. Voor 10 m Circular Error Probable in de eindfase van de vlucht wordt een AN/DXQ-1-Digital Scene Matching Area Correlation (DSMAC)-systeem gebruikt omdat de conventionele springkop een hoge graad van precisie vereist. DSMAC is een elektro-optisch sensor systeem dat de beelden vanaf de grond onder het kruisvluchtwapen vergelijkt met de referentiebeelden van de inwendige computer.
Het originele TLAM-C Block II had slechts 1 laatste nadering mode; tegen de zijkant van het doel. De BGM-109C-software werd opgewaardeerd naar Block IIA-kwaliteit. Hierbij is er een keuze tussen 2 extra modes
- de 'pop-up' en laatste duikbeweging waarbij het doel van boven wordt geraakt.
- de Programmed Warhead Detonation. Hiermee wordt de WDU-25/B-springkop direct boven het doel tot ontploffing gebracht; dit is erg effectief tegen doelen die door een barrière zijn afgeschermd.

De Tomahawk Block IIB is de Tomahawk Land-Attack Missile - Dispenser BGM-109D, oorspronkelijk BGM-109D-1 en -2, maar gewijzigd in RGM-109D en UGM-109D voor hij operationeel werd. Hij is gelijk aan de TLAM-C en gebruikt ook het TAINS /DSMAC-geleidingssysteem maar in plaats van de enkele WDU-25/B-springkop, gebruikt hij een springkop met 166 BLU-97/B Combined Effects Bomblet-submunitie. De BLU-97/B’s kunnen afzonderlijk worden verspreid om diverse doelen in een missie te bestoken. De RGM / UGM-109D werd in 1988 bij de marine operationeel.
De BGM-109E werd een verbeterde BGM-109B-antischeepsraket en de BGM-109F werd de TLAM-variant met een anti-vliegveld-lading door het gebruik van BLU-106/B-submunitie. De BGM-109E/F-versies werden beide in de jaren 80 geschrapt maar de 109E-suffix werd later gebruikt voor het Block IV-programma en daarna nogmaals voor de Tactical Tomahawk-missile.
In 1991 werd de Tomahawk met de lancering van 261 TLAM-C's en 27 TLAM-D's tegen doelen in Irak daadwerkelijk voor het eerst ingezet tijdens Operatie Desert Storm met gemiddelde trefzekerheid 85%. Tijdens de jaren 90 werden de Tomahawks telkens ingezet als de Verenigde Staten tactische doelen op de lange afstand wilde treffen. Belangrijke acties waren onder meer in 1998 Operatie Desert Fox in Irak en Operatie Allied Force in 1999 in Servië. Hierbij werden enkele honderden Tomahawks met conventionele lading gelanceerd.
Aan het eind van de jaren 80 kreeg McDonnell Douglas, nu Boeing, een contract voor verdere ontwikkeling van de Block III-upgrade voor de TLAM-C/D. Block III had een veel betere geleidingseenheid waarbij een GPS-ontvanger werd geïntegreerd met het TAINS-systeem en met het verbeterde DSMAC 2A waardoor een nog nauwkeuriger ‘lock’ op het doel mogelijk werd. 
Block III-kruisvluchtwapens werden ook uitgerust met een verbeterde F107-WR-402-motor die meer vermogen koppelde aan een lager brandstofverbruik. De RGM/UGM-109C Block III heeft tevens een kleinere en lichtere WDU-36/B-springkop dan de WDU-25/B voor hetzelfde effect, zodat meer brandstof geladen kan worden voor verder bereik.  De nieuwe springkop verbeterde het bereik van de Block III TLAM-C-kruisvluchtwapen. De eerste lancering van een Block III-Tomahawk was in 1991 en de operationeel verklaring in 1993. Alle Block IIA/IIB-missiles zijn nu omgezet naar de Block III standaard tijdens de onderhoudsinterval van 3 tot 4 jaar.
In 1994 startte de firma Hughes, nu Raytheon, de ontwikkeling van de Block IV-upgrade, het Tomahawk Baseline Improvement Program (TBIP). Deze modificatie had als doel het ontwikkelen van één enkele all-purpose-kruisvluchtwapen, de RGM/UGM-109E Tomahawk Multi-Mode Missile (TMMM) die tegen schepen en landdoelen kon worden ingezet.
- Hiertoe werd een zoeker, forward looking infrared of een radar in het mm-golfbereik, gemonteerd zodat in de computer scheepsbeelden of landinformatie kon worden ingevoerd.
- De mogelijkheid tot automatische doeltoewijzing en tot doeltoewijzing via datalink werd ingebouwd.
- De WDU-36/B-springkop uit de TLAM-C Block III werd gemonteerd en de F107-motor werd vervangen door de goedkopere Teledyne CAE J402-CA-401-turbojet.

De RGM/UGM-109H Tomahawk Hard Target Penetrator (HTP) was een voorgesteld Block IV-kruisvluchtwapen met een springkop met diep doordringend vermogen. Deze werd vanwege de hoge kosten echter in 1996 geschrapt en vervangen door de Tactical Tomahawk. De aanduiding voor de Block IV-kruisvluchtwapen RGM/UGM-109E en RGM/UGM-109H werden ook vervangen door die van de Tactical Tomahawk.
De laatste ontwikkeling van de Tomahawk SLCM is de RGM-109E/UGM-109E Tactical Tomahawk (TACTOM). De aanduiding -109E werd overgezet via Block IV. Deze versie werd in 1998 voorgesteld als een economische vervanger voor het afgeblazen Block IV TBIP-programma. Tactical Tomahawk was eigenlijk de Block V-upgrade maar werd hernummerd als Block IV. 
Het voornaamste doel van het TacTom-programma was een kruisvluchtwapen dat de helft kostte van een productielijn TLAM-C/D. Hiervoor werd een goedkope motor gebruikt en werd de structuur van het kruisvluchtwapen lichter gemaakt. De oorspronkelijk geplande J402-CA-401-turbojet werd vervangen door een Williams F415-WR-400/402-turbofan. Door de lichte structuur, door minder staartvinnen, werd de UGM-109E ongeschikt voor lancering vanuit torpedobuizen. Hij kan echter wel worden gebruikt door onderzeeboten met verticale lanceersystemen. 
De RGM/UGM-109E is ook uit operationeel oogpunt verbeterd; hij kan tijdens de vlucht door gebruik van een UHF-link via satellieten worden nieuw geprogrammeerd naar 15 voorgeprogrammeerde alternatieve doelen of naar een zelf via GPS te kiezen doelcoördinaat. Hij kan ook een tijd boven het doelgebied rondvliegen en beelden van zijn eigen tv-camera via de satellietlink verzenden. Hierop kan het kruisvluchtwapen eventueel nieuw geprogrammeerd worden voor een ander doel.
De eerste TacTom-testvlucht was in maart 2002 en de eerste onderwaterlancering van een UGM-109E eveneens. Het eerste productiecontract werd aan de firma Raytheon gegund in oktober 2002. De eerste operationele capaciteit werd in mei 2004 bereikt toen RGM-109E-kruisvluchtwapens op de USS Stethem (DDG-63) werden geplaatst. In augustus van dat jaar kreeg Raytheon een 5-jarig contract voor de productie van de Tomahawk Block IV ter vervanging van de kruisvluchtwapens van de marine. De eerste RGM/UGM-109E Tactical Tomahawk-versie is bewapend met de WDU-36/B-fragmentatiespringkop van de TLAM-C Block III.
De tweede variant op de Tactical Tomahawk is de Tactical Tomahawk Penetrator Variant (TTPV), bewapend met een WDU-43/B diep doordringende springkop voor gebruik tegen ondergrondse bunkers. De eerste testvlucht van de TTPV, de RGM-109H en UGM-109H, waarbij de 109H-aanduiding van de geschrapte THTP-penetratorversie werd verstrekt, was succesvol in 2003 en de operationeel verklaring was in 2005.
De in de jaren 2020 operationele Tomahawk-versies van de USN zijn de RGM/UGM-109C/D, TLAM-C/D en de RGM/UGM-109E Block IV. De originele RGM/UGM-109A-, TLAM-N- en RGM/UGM-109B TASM-varianten zijn in de jaren 1990 afgedankt. Inclusief de vanaf de grond gelanceerde BGM-109G Gryphon zijn tot zover meer dan 4000 xGM-109-kruisvluchtwapens in allerlei varianten geleverd.
Specificaties RGM/UGM-109A, B, C en D
|              | RGM/UGM-109A                                          | 109B                         | 109C                                  | 109D                                  |
| ------------ | ----------------------------------------------------- | ---------------------------- | ------------------------------------- | ------------------------------------- |
| Lengte       | 6,25 m met booster en 5,56 m zonder booster           |                              |                                       |                                       |
| Spanwijdte   | 2,62 m                                                |                              |                                       |                                       |
| Diameter     | 53,1 cm                                               |                              |                                       |                                       |
| Massa        | 1450 kg met booster en 1200 kg zonder                 | als 109A                     | 1310 kg zonder booster en 1590 kg met | 1220 kg zonder booster en 1500 kg met |
| Bereik       | 2500 km                                               | 460 km                       | 1250 km                               | 900 km                                |
| Snelheid     | 1200 km/h bij lancering en 880 km/h in kruisvlucht    |                              |                                       |                                       |
| Voortstuwing | 12 s Atlantic Research Mk106 vastebrandstof hulpraket | Williams F107 turbofan       |                                       |                                       |
| Lading       | W-80 waterstofbom 5-200 kiloton TNT-equivalent        | 500 kg WDU-25/B fragmentatie | 340 kg WDU-36/B fragmentatie          | 166 BLU-97/B submunitie               |

## Ground-Launched Cruise Missile: BGM-109G (Gryphon)
Vanaf 1971 wilde de USAF zijn verouderde tactische MGM-13 Martin Mace grond-grondraketten vervangen door moderne GLCM’s uitgerust met TERCOM-precisiegeleiding en een kleine zuinige turbofan-motor.

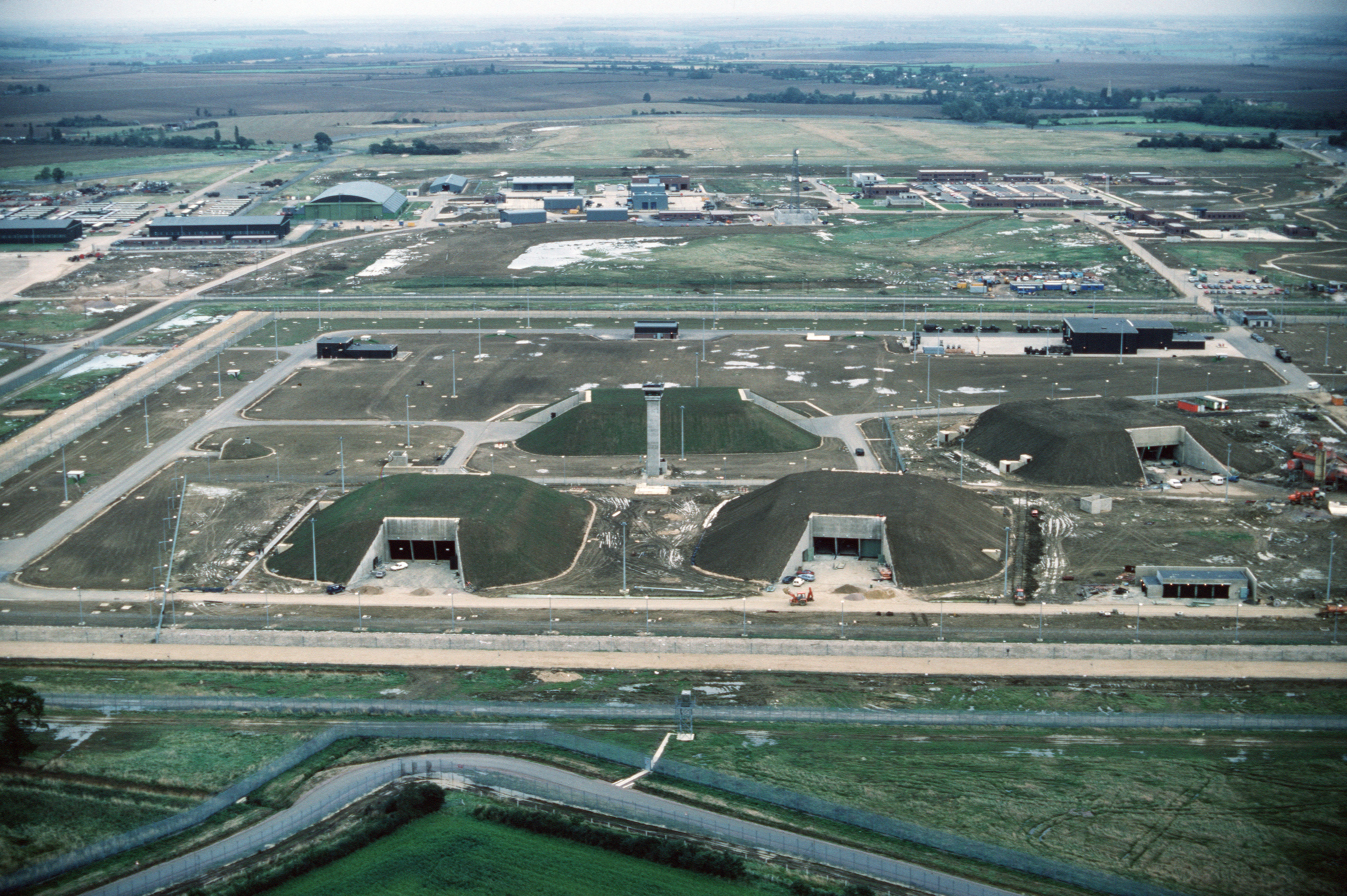
Gryphon Alert Maintenance Area (GAMA) op RAF Molesworth

Deze plannen werden in 1976 realiteit en in 1977 kreeg de USAF zijn fiat voor de ontwikkeling en operationele plaatsing van de van de marine versie BGM-109 Tomahawk SLCM afgeleide GLCM. De eerste testlancering van de BGM-109G Gryphon GLCM vond in 1980 plaats van een mobiele Transporter/Erector/Launcher (TEL) en het operationele testen startte in 1982.
De GLCM werd in Europa gelijktijdig met de Amerikaanse en Duitse MGM-31 Pershing en met het Russische SS-20 Saber mobiele IRBM-raketsysteem in 1983 operationeel. Dit ging gepaard met veel demonstraties van tegenstanders van dit besluit. Als tegengewicht tegen de bewapening van het Warschau Pact zouden er 464 kruisvluchtwapens op diverse bases in Europa worden verspreid. Dit bracht tevens de opbouw van een enorme operationele en logistieke infrastructuur met zich mee. De zes NAVO-eenheden die met deze wapens moesten worden uitgerust waren de volgende.
- juli 1982, USAF 501st Tactical Missile Wing (TMW),  RAF Greenham Common, Engeland
- juni 1983, USAF 487th TMW, Comiso, Italië
- augustus 1984, USAF 485th TMW, Florennes, België
- april 1985, USAF 38th TMW, Wüschheim, West-Duitsland
- december 1986, USAF 303rd TMW, RAF Molesworth, Engeland
- augustus 1987, USAF 486th TMW, Woensdrecht, Nederland

De BGM-109G was ongeveer gelijkwaardig aan de met een kernkop voorziene marine versie BGM-109A; alleen werd voor de Gryphon een W-84-waterstofbom gebruikt. De Gryphon werd afgevuurd vanaf een mobiele TEL die een container met vier kruisvluchtwapens bevatte. Net als de BGM-109A was het kruisvluchtwapen voorzien van een INS/TERCOM-geleidingssysteem met 80 m circular Error Probable van zijn doel.
In december 1987 sloten de Verenigde Staten en de Sovjet-Unie het Intermediate-Range Nuclear Forces-verdrag dat alle middellangeafstandsraketten met kernkoppen verbood. De terugtrekking van de GLCM-eenheden begon in 1988 en werd in 1991 afgerond. Er werden totaal 520 BGM-109G Gryphon-kruisvluchtwapens gebouwd.
|              | Specificaties                                         | BGM-109G Gryphon                 |
| ------------ | ----------------------------------------------------- | -------------------------------- |
| Lengte       | 6,25 m met booster                                    | 5,56 m zonder booster            |
| Spanwijdte   | 2,62 m                                                |                                  |
| Diameter     | 51,8 cm                                               |                                  |
| Massa        | 1470 kg met booster                                   | 1200 kg zonder booster           |
| Bereik       | 2500 km                                               |                                  |
| Snelheid     | 1200 km/h lancering                                   | 880 km/h kruisvlucht             |
| Voortstuwing | 12 s Atlantic Research Mk106 vastebrandstof hulpraket | Williams F107 turbofan           |
| Lading       | W-84 waterstofbom                                     | 0,2 – 150 kiloton TNT-equivalent |

## Medium-Range Air-to-Surface Missile
Dit waren de AGM-109C-,H-,I-,J-,K- en L-versies. Eind jaren 70 van de 20e eeuw hadden zowel de USN als de USAF de behoefte aan een eigen in de lucht lanceerbaar tactisch kruisvluchtwapen voor de middellange afstand. In 1978 werd duidelijk dat de beide krijgsmachtdelen met hetzelfde wapen genoegen moesten nemen. In 1980 werd de firma General Dynamics het contract gegund voor de ontwikkeling van een Medium Range Air-Surface Missile die werd gebaseerd op de AGM-109 Tomahawk. In de race voor de ontwikkeling van een Air-Launched Cruise Missile voor de luchtmacht verloor dit type het echter van de AGM-86B.
De MRASM voor de marine en de luchtmacht werd gepland in diverse uitvoeringen. De luchtmacht varianten waren gelijkwaardig aan de BGM-109 SLCM behalve dat de F107-turbofan door de veel goedkopere Teledyne CAE J402-CA-401-turbojet was vervangen. Vanwege afmetings- en gewichtsbeperkingen van de munitieliften op de vliegdekschepen en het maximumgewicht van de Grumman A-6E-vliegtuigen waren de marine versies van de MRASM veel lichter en korter dan de luchtmacht MRASM. Door de verkorte neus werd een lichte pijlstand van de vleugels noodzakelijk.
De eerste MRASM-marineversie werd de AGM-109C, een conventioneel kruisvluchtwapen voor landaanvallen dat gelijk was aan de BGM-109C met een enkele WDU-25/B-springlading. De AGM-109H was de USAF-versie en werd bekend als Tactical Anti-Airfield Missile (TAAM). Deze bevatte 28 stuks BLU-106/B Boosted Kinetic-Energy Penetrator-submunitie die kraters in een startbaan kan slaan.
De AGM-109J van de marine moest een goedkope afgeleide kopie van de AGM-109C of een variant gewapend met een dispenser voor submunitie zijn. De 109J werd al snel uit het MRASM-programma geschrapt. Voor de AGM-109C/H/J was men van plan de TERCOM/DSMAC-geleiding uit de BGM-109C/D TLAM-C/D-kruisvluchtwapens te gebruiken. De aanduiding AGM-109I werd onofficieel door de marine gebruikt voor de MRASM uitgerust met een goedkoop TERCOM-systeem en een imaging-infrarooddoelzoeker. Deze MRASM-versie kon als kruisvluchtwapen voor landaanvallen en als antischeepsraket worden gebruikt. De geplande versies met de IIR-doelzoeker was de USAF AGM-109K met een WDU-25/B-springlading en de marine-AGM-109L met een WDU-7/B-springlading.
Het MRASM-programma was vanaf de start al in moeilijkheden omdat de marine er niet tevreden mee was. Men vreesde voor een zeer duur kruisvluchtwapen dat zijn taak niet kon waarmaken. Ook de USAF wilde van het gezamenlijke programma af waardoor de MRASM in 1984 werd geschrapt zonder dat er versies van waren afgeleverd.